# Avenue du Maréchal-de-Lattre-de-Tassigny (Toulouse)
Pour les articles homonymes, voir Avenue du Maréchal-de-Lattre-de-Tassigny.
L'avenue du Maréchal-de-Lattre-de-Tassigny (en occitan, avenguda del Manescal Lattre de Tassigny) est une voie publique de Toulouse, chef-lieu de la région Occitanie, dans le Midi de la France. Elle longe le cours de la Garonne et borde à l'ouest le quartier d'Empalot, dans le secteur 5 - Sud-Est.

## Situation et accès

### Voies rencontrées
L'avenue du Maréchal-de-Lattre-de-Tassigny rencontre les voies suivantes, dans l'ordre des numéros croissants (« g » indique que la rue se situe à gauche, « d » à droite) :
1. Pont de la Poudrerie (g)
2. Allée Henri-Sellier (d)
3. Rue d'Aix - accès piéton (d)
4. Rue Maria-Mombiola (d)
5. Rue Julie-Victoire-Daubié (d)
6. Rue de Toulon (d)
7. Pont du Garigliano (g)
8. Boulevard des Récollets (d)

### Transports
L'avenue du Maréchal-de-Lattre-de-Tassigny est parcourue et desservie par la ligne 44 La station de métro la plus proche est la station Empalot, sur la ligne du métro , et où se trouvent également les arrêts de la ligne du Linéo L5 et des bus 54152.
Les stations de vélos en libre-service VélôToulouse les plus proches sont les stations no 155 (34 boulevard des Récollets), no 156 (38 avenue Jean-Moulin) et no 255 (2 rue des Mouettes).

## Odonymie
En 1964, l'avenue est nommée en l'honneur du maréchal Jean de Lattre de Tassigny (1889-1952).

## Histoire

### Époque contemporaine

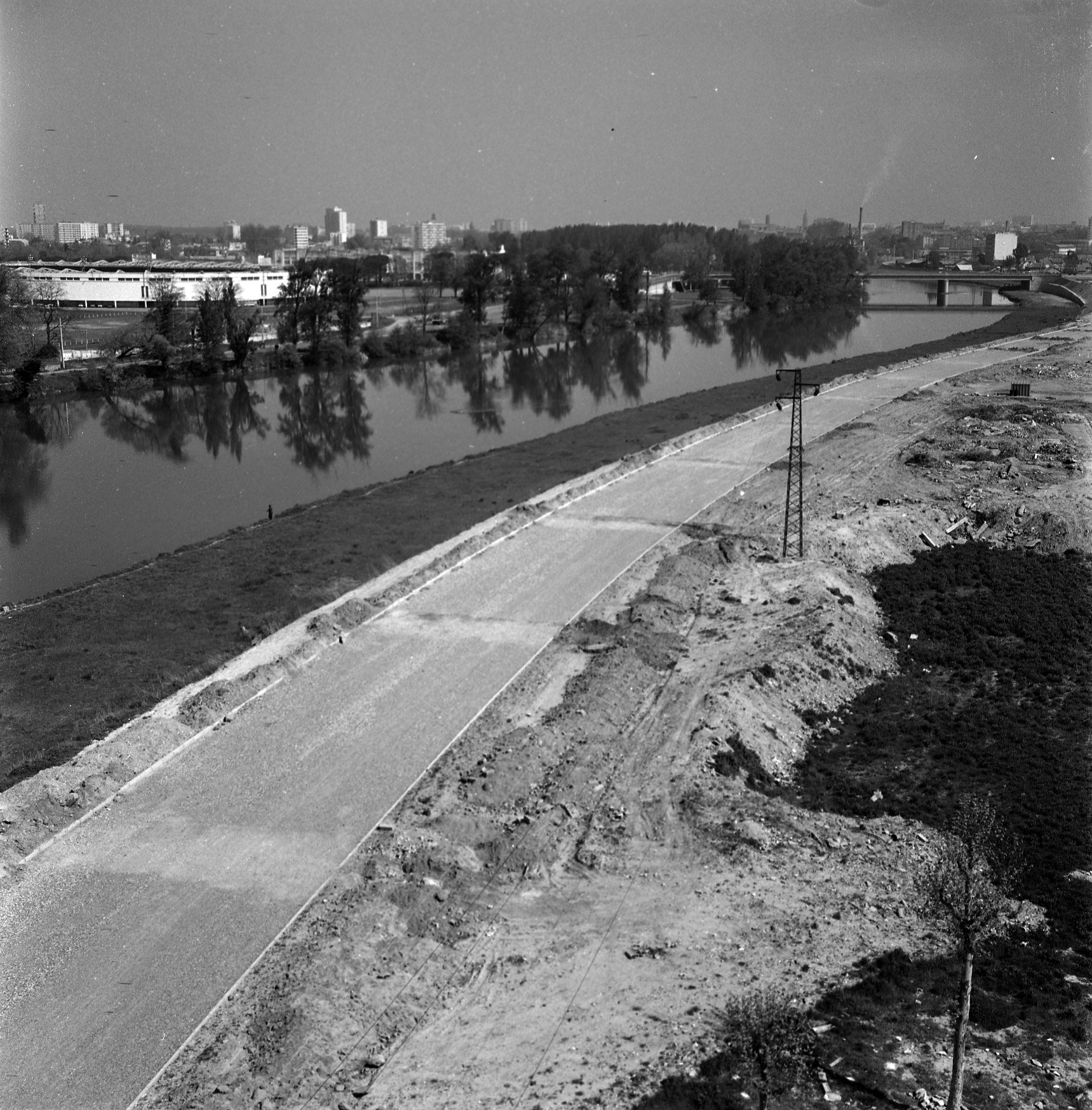
Les travaux de la digue d'Empalot en 1964 (par André Cros, archives municipales.

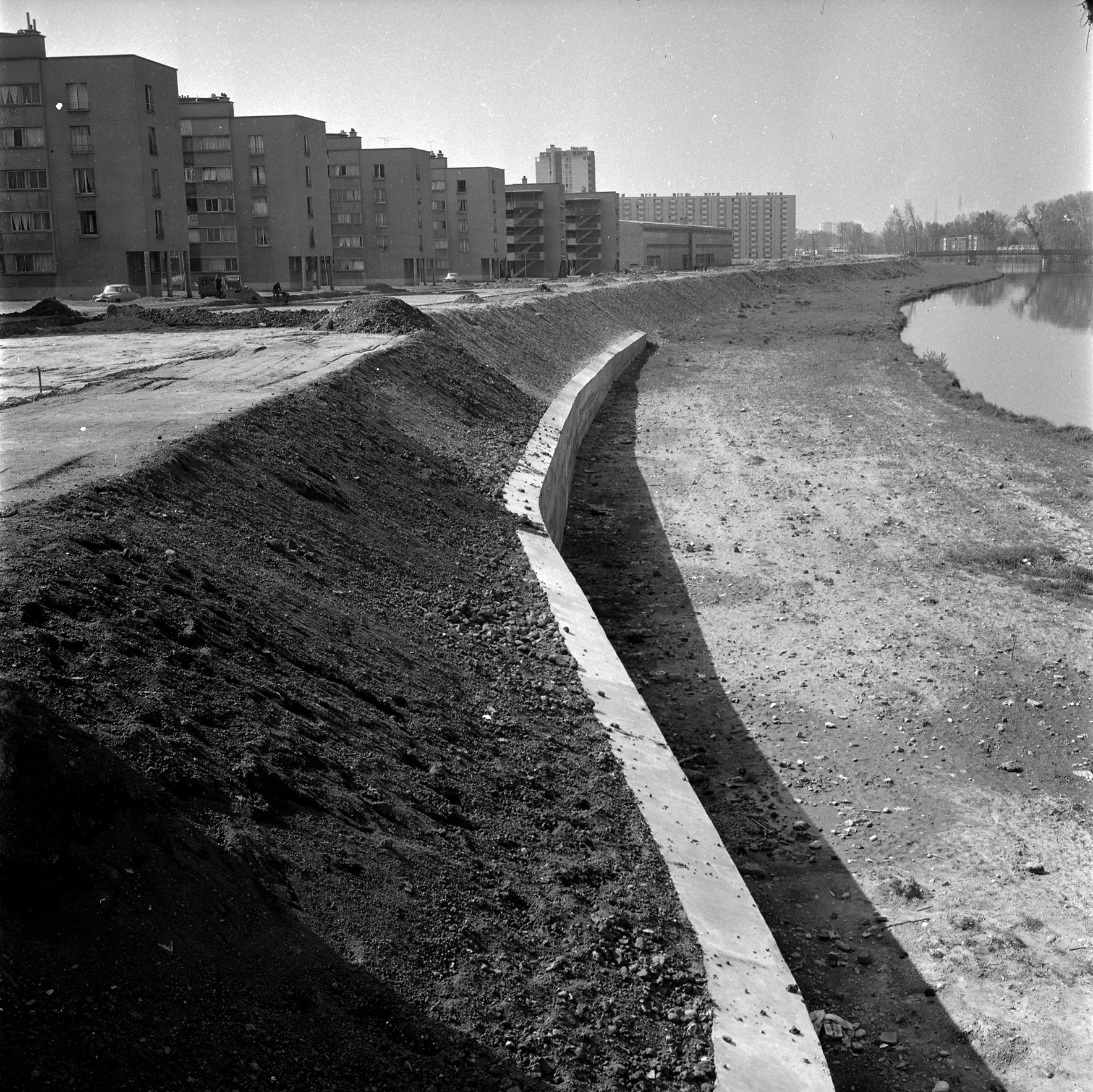
La cité Daste et la digue d'Empalot en 1964 (par André Cros, archives municipales.

Le percement de l'avenue du Maréchal-de-Lattre-de-Tassigny s'inscrit dans un vaste projet d'aménagement urbain du Champ-du-Loup : c'est le nouveau quartier d'Empalot. Les travaux de la digue entre le pont d'Empalot et le pont Saint-Michel, sont réalisés à partir de 1954. Dans le contexte de la reconstruction de l'après-guerre, le projet prend forme autour de l'aménagement d'une première cité de logement, la cité André-Daste, construite entre 1948 et 1956 pour le compte de l'office HLM de la ville de Toulouse sur les plans des architectes Raymond Chini et Robert Armandary. Les travaux de la nouvelle avenue, d'ailleurs engagés en 1956, se poursuivent jusqu'en 1964. La même année, le boulevard des Récollets est prolongé à l'ouest par le nouveau pont des Récollets (actuel pont du Garigliano) qui relie le quartier à l'île du Grand Ramier et au Parc des Sports et, au-delà par les ponts Pierre-de-Coubertin et de la Croix-de-Pierre, à la place de la Croix-de-Pierre. L'avenue du Maréchal-de-Lattre-de-Tassigny s'insère ainsi dans un réseau de voies rapides, complété en 1978 par l'achèvement au nord du boulevard du Maréchal-Juin et au sud par l'avenue d'Empalot (partie de l'actuel périphérique).
La municipalité se préoccupe d'équiper le nouveau quartier en services publics : l'école élémentaire André-Daste et le stade Pierre-Corbarieu sont ouverts dans les années 1960. Une nouvelle ligne de bus de la SEMVAT, no 26, permet aussi de relier le nouveau quartier à la place du Capitole et au centre-ville.
Dans les premières décennies du XXIe siècle, le quartier d'Empalot est inclus dans le grand projet de ville porté par la municipalité. Le projet de renouvellement du quartier est porté par Oppidea, société d'économie mixte qui porte les projets d'aménagement de Toulouse Métropole. Le réseau des voies qui traverse le quartier est également modifié, afin de favoriser les circulations jusqu'au cœur du quartier : la rue Maria-Mombiola et la rue Julie-Victoire-Daubié sont ouvertes en 2019. Plusieurs immeubles sont également élevés le long de l'avenue, face à la Garonne : la résidence Tassigny, construite entre 2011 et 2012 (actuel no 1), la résidence Novadiem, construite entre 2019 et 2022 (emplacement de l'actuel no 3, à l'angle de la rue Julie-Victoire-Daubié) et la résidence So City, construite entre 2022 et 2023 (emplacement de l'actuel no 2, à l'angle de la rue Maria-Mombiola). Il existe également un projet de démolition-reconstruction du groupe scolaire Daste-Daubié, à proximité de l'esplanade Pierre-Garrigues, confié à l'agence Cab Architectes.

## Patrimoine et lieux d'intérêt

### Cité André-Daste
- immeubles. 
La cité se compose de quatorze immeubles, dont huit sont disposés perpendiculairement à l'avenue du Maréchal-de-Lattre-de-Tassigny, entre la rue et la place André-Daste. Ils sont réalisés entre 1948 et 1956 pour le compte de l'office HLM de la ville de Toulouse, sur les plans des architectes Raymond Chini et Robert Armandary, accompagnés par Jean Barbut et Arnaud Bernardot. Elle porte le nom d'André Daste (1904-1954), administrateur de l'office HLM entre 1948 et 1957. Les immeubles sont orientés selon un axe nord-est/sud-est, respectant un ordre héliothermique[3],[7].
- no  4 : école élémentaire André-Daste. 
Le groupe scolaire André-Daste occupe une parcelle rectangulaire d'environ 9 500 m2 limitée par l'avenue du Maréchal-de-Lattre-de-Tassigny, la rue de Toulon et la rue Julie-Victoire-Daubié. Il se compose de quatre bâtiments. Le bâtiment principal, long de 115 mètres et faisant face à l'avenue De-Lattre-de-Tassigny, se développe sur trois niveaux et accueille les salles de cours[8].
- stade municipal Pierre-Corbarieu. 
Le stade porte le nom de Pierre Corbarieu, conseiller municipal chargé des Sports[9].

### Autres immeubles
- no  1 : résidence Tassigny. 
L'immeuble est construit entre 2011 et 2012 par l'agence des architectes basques Xavier Leibar et Jean-Marie Seigneurin pour le compte d'Habitat Toulouse. L'ensemble, qui propose 52 logements, répond aux normes BBC (bâtiment basse consommation) et HQE (haute qualité environnementale). Les architectes exploitent l'irrégularité du terrain pour créer un socle unitaire. Les façades sont animées par l'utilisation de briques de différentes couleurs (rouge, blanche et anthracite) et par la disposition aléatoire des balcons[10].